# Haiti gourde
A gourde Haiti hivatalos fizetőeszköze.

## Emlékbankjegyek

### 2004-es sorozat
Az ország függetlenségének 200. évfordulójára új bankjegysorozatot bocsátottak ki.
| Névérték   | Leírás                  | Leírás                          | Dátumok   | Dátumok    |
| Névérték   | Előoldal                | Hátoldal                        | nyomtatás | kibocsátás |
| ---------- | ----------------------- | ------------------------------- | --------- | ---------- |
| 10 gourde  | Sanité Belair           | Rouge erőd (Jacmel)             | 2004      | 2004       |
| 25 gourde  | Fabre Geffrard tábornok | Des Platons erődítmény (Dussis) | 2004      | 2004       |
| 50 gourde  | François Cappoix        | Jalousière erőd (Marmelade)     | 2004      | 2004       |
| 100 gourde | Henri Christophe        | Henry Citadel (Milot)           | 2004      | 2004       |
| 250 gourde | Jean-Jacques Dessalines | Décidé erőd (Marchand)          | 2004      | 2004       |
| 500 gourde | Alexandre Sabès Pétion  | Jacques erőd (Fermathe)         | 2004      | 2004       |

## Külső hivatkozások
- Bankjegyek képei.